# Zalaszentmárton
Zalaszentmárton is een plaats (község) en gemeente in het Hongaarse comitaat Zala. Zalaszentmárton telt 74 inwoners (2001).